# Hanseniella chilensis
Hanseniella chilensis är en mångfotingart som beskrevs av Hansen. Hanseniella chilensis ingår i släktet syddvärgfotingar, och familjen snabbdvärgfotingar. Inga underarter finns listade i Catalogue of Life.